# Église Saint-Pierre de Torcé
Pour les articles homonymes, voir Église Saint-Pierre.
L'église Saint-Pierre est une église catholique située à Torcé-Viviers-en-Charnie, dans le département français de la Mayenne.

## Localisation
L'église est située dans le bourg de Torcé-Viviers-en-Charnie, sur le territoire de l'ancienne commune de Torcé-en-Charnie, au croisement des routes départementales 9 et 618.

## Histoire
L’église est mentionnée dans le cartulaire d'Évron en 989.

## Architecture et extérieurs
L'église est dotée d'un plan en forme de croix latine. D'importantes restaurations sont intervenues en 1832.

## Intérieur
Un retable de 1782 représente l'Adoration des mages. Il est encadré par des statues de saint Pierre et saint Paul, et surmonté par une statue de sainte Marthe dans la niche du fronton. Le tout a été restauré en 1927.